# Соболева, Елена Александровна
Елена Александровна Соболева (бел. Алена Аляксандраўна Собалева; род. 11 мая 1993, Лососна, Гродненская область), в девичестве Новогродская (бел. Навагродская) — белорусская легкоатлетка, специалистка по метанию молота. Выступает за сборную Белоруссии по лёгкой атлетике с 2009 года, победительница и призёрка первенств национального значения, участница летних Олимпийских игр в Рио-де-Жанейро. Мастер спорта Республики Беларусь международного класса.

## Биография
Елена Новогродская родилась 11 мая 1993 года в деревне Лососна Гродненской области.
Занималась лёгкой атлетикой в Гродненской специализированной детско-юношеской школе олимпийского резерва, проходила подготовку под руководством тренеров В. А. Борсука и В. О. Губкина.
Впервые заявила о себе на международном уровне в сезоне 2009 года, когда вошла в состав белорусской национальной сборной и выступила на юношеском мировом первенстве в Брессаноне, где в зачёте метания молота с результатом 50,74 метра заняла итоговое 11-е место. Позже в этом сезоне стала четвёртой на Европейском юношеском олимпийском фестивале в Тампере (55,73).
В 2010 году в той же дисциплине выиграла серебряную медаль на летних юношеских Олимпийских играх в Сингапуре (57,34).
В 2011 году была четвёртой на юниорском европейском первенстве в Таллине (61,83).
В 2012 году взяла бронзу на юниорском мировом первенстве в Барселоне (67,13).
На молодёжном европейском первенстве 2013 года в Тампере стала в метании молота шестой (66,10).
В 2014 году одержала победу на чемпионате Белоруссии в Гродно (68,71), отметилась выступлением на чемпионате Европы в Цюрихе, но провалила все три свои попытки на предварительном квалификационном этапе, не показав никакого результата.
В 2015 году победила в молодёжной категории на Кубке Европы по зимним метаниям в Лейрии (69,95), стала серебряной призёркой на молодёжном европейском первенстве в Таллине (71,20), закрыла десятку сильнейших на чемпионате мира в Пекине (70,09). При этом на соревнованиях в Чебоксарах установила свой личный рекорд в метании молота — 72,86 метра.
В 2016 году стартовала на чемпионате Европы в Амстердаме (66,78). Выполнив олимпийский квалификационный норматив, удостоилась права защищать честь страны на летних Олимпийских играх в Рио-де-Жанейро — в программе метания молота показала результат 67,06 метра и в финал не вышла.
После Олимпиады в Рио Соболева осталась действующей спортсменкой и продолжила принимать участие в крупнейших международных стартах. Так, в 2019 году она выступила на чемпионате мира в Дохе, где с результатом 70,45 метра заняла итоговое 11-е место.
На чемпионате Белоруссии 2020 года в Минске метнула молот на 69,61 метра — тем самым превзошла всех своих соперниц и завоевала золотую медаль.
За выдающиеся спортивные достижения удостоена почётного звания «Мастер спорта Республики Беларусь международного класса».